# Helen Planitia
La llanura de Helena (designación internacional: Helen Planitia) es una llanura situada en Venus en el cuadrángulo de Godiva. Lleva el nombre de Helena, personaje de la mitología griega, cuya rapto fue el casus belli de la Guerra de Troya.